# Selzthal
Selzthal é um município da Áustria, situado no distrito de Liezen, no estado da Estíria. Tem 16,75 km² de área e sua população em 2019 foi estimada em 1.551 habitantes.